# Мариополис
Мариополис (порт. Mariópolis) — муниципалитет в Бразилии, входит в штат Парана. Составная часть мезорегиона Юго-запад штата Парана. Входит в экономико-статистический микрорегион Пату-Бранку. Население составляет 5823 человека на 2006 год. Занимает площадь 230,741 км². Плотность населения — 25,2 чел./км².
Праздник города — 25 июля.

## История
Город основан 25 июля 1960 года.

## Статистика
- Валовой внутренний продукт на 2003 год составляет 76 385 581,00 реалов (данные: Бразильский институт географии и статистики).
- Валовой внутренний продукт на душу населения на 2003 год составляет 12 920,43 реалов (данные: Бразильский институт географии и статистики).
- Индекс развития человеческого потенциала на 2000 год составляет 0,799 (данные: Программа развития ООН).